# AGM-176 Griffin
AGM/BGM-176 Griffin je označení rodiny lehkých protizemních a protilodních střel krátkého dosahu vyvinutých americkým koncernem Raytheon. Střelu je možné odpalovat z letadel, hladinových lodí a také z pozemních baterií. Zásah střely působí díky její poměrně malé hlavici jen omezené vedlejší škody. Střela je vyráběna od roku 2008 do února 2014 již bylo dodáno 2000 kusů. Střely Griffin byly bojově použity v Iráku a Afghánistánu.

## Vývoj
Společnost Raytheon vyvinula naváděné pumy AGM-176A Griffin jako lehkou a přesnou munici pro vyzbrojení gunshipů nasazovaných do speciálních operací a bezpilotních letounů. Zamýšleny byly jako levné modulární střely využívající komponenty jiných výrobků, například protitankových střel FGM-148 Javelin. Střely AGM-176A Griffin byly zavedeny do výzbroje gunshipů amerického letectva AC-130W Stinger II a americké námořní pěchoty KC-130J Harvest Hawk.
Od počátku bylo počítáno s vývojem druhé verze BGM-176B Griffin v podobě řízené střely poháněné raketovým motorem, schopné vypouštění ze země, z vrtulníků, letadel a hladinových lodí. Střela BGM-176B Griffin má délku 1100 mm a průměr 140 mm (5,5 palců). Celková hmotnost střely činí pouhých 20,5 kg. Naváděcí soustava střel kombinuje poloaktivní laserové navedení a navedení s pomocí GPS. K ničení pohyblivých cílů střely vyžadují jejich ozáření laserem. Střely jsou vybaveny tříštivo-trhavou hlavicí o hmotnosti 5,9 kg.
Námořnictvo Spojených států amerických přijalo střely Griffin Block IIB kvůli zajištění obrany proti malým plavidlům (např. pašeráckým a pirátským člunům, nebo útočným člunům Íránských revolučních gard). Jejich ničení protilodními střelami Harpoon by bylo neekonomické a navíc těžších střel nese každá válečná loď obvykle jen osm kusů, zatímco u střel Griffin jich mohou být desítky.
Americké námořnictvo nejprve plánovalo vyzbrojit lehkými protilodními střelami plavidla pro pobřežní boj Littoral Combat Ship. Ta mohou nést několik modulárních sad výzbroje pro různé typy nasazení, přičemž součástí sady ASuW (Anti Surface Warfare) měly být vyvíjené střely NLOS-LS v počtu až 135 kusů. Po zrušení vývoje střel NLOS-LS v roce 2010 byly jako jejich dočasná náhrada vybrány střely Griffin IIB odvozené od leteckých naváděných pum AGM-176A. Jedno plavidlo LSC mělo obvykle nést 45 střel Griffin IIB. Výběr tohoto typu střel pro plavidla LSC ovšem vyvolal vlnu kritiky, zejména pro jejich krátký dolet střel Griffin a absenci autonomního naváděcího režimu na základě termovize, potřebného k boji proti většímu počtu pohybujících se cílů (V boji by byly omezeny počtem laserových značkovačů.). Americké námořnictvo tak dne 8. dubna 2014 oznámilo, že v modulární sadě ASuW budou použity konkurenční protilodní střely AGM-114L Longbow Hellfire.
Prvními plavidly amerického námořnictva, které byly střelami Griffin vyzbrojeny se staly hlídkové lodě třídy Cyclone, které nesou dvě šestinásobná vypouštěcí zařízení typu Mk 60 Griffin Missile System (GMS). Perspektivně je se střelami Griffin počítáno rovněž pro nové útočné čluny typu Mark V SOC.
Vývoj střel pokračuje verzí Griffin ER (jinak též SeaGriffin) s dosahem prodlouženým na 20 km. Tyto střely mají výkonnější raketový motor s měnitelným vektorem tahu. Zdokonalený naváděcí systém je doplněn infračerveným senzorem a střely jsou vybaveny datalinkem pro příjem rádiových korekcí za letu. Pozemní zkoušky této verze střely byly zahájeny na konci roku 2014.